# Manaquí de casc
El manaquí de casc (Antilophia galeata) és una espècie d'ocell de la família dels psitàcids (Pipridae) que habita zones boscoses del centre i sud del Brasil i nord-est del Paraguai.